# 小椋翔
小椋 翔（おぐら しょう、1983年1月13日 - ）は、日本のカメラマン、講師、経営者。愛称はおぐさん,おぐちゃんだが、小椋本人があだ名を名乗る際にはおぐしょうを自称している。株式会社コトノ葉代表取締役、出張撮影フォトネイロオーナー経営者。元ロックバンドコトネイロボーカル担当。

## 経歴
此花学院高等学校卒業、近畿大学文芸学部芸術学科演劇・芸能専攻コース中退。2002年大阪から東京まで原付バイクで路上ライブ旅、上京のため大学中退。

### 会社設立
- 2011年（平成23年）地元（大阪府八尾市）に株式会社コトノ葉を設立。
- 2013年（平成25年）地元に写真館フォトネイロをオープン。
- 2015年（平成27年）地元にフィットネスクラブカラダイロ、飲食店ココハイロをオープン。
- 2017年（平成29年）写真館フォトネイロ全国出張撮影サービス開始。カメラマン養成所のカメラマン全力授業開始[1]。

### その後の活動
カメラマン養成の活動から副業ビジネスを展開し、「副業カメラマン」を勧めている。その後は広く副業コンサルタントとして活動し、「3000人以上の副業希望者を成功に導いた」としている。

## 人物

### 受賞
- 2005年テレビ朝日系列音楽ランキング番組「ストリートファイターズ」にて全国1位獲得

### テレビ番組
- 2008年全国コミュニティーFM40局レギュラーラジオ放送
- 2010年千葉TV番組「Run up Dreamer!」番組メインMC
- 2011年千葉TV番組「ファミラブ」番組メインMC
- Ust番組「ファミラブUstVer」番組メインMC

### 音楽活動
- 1st Mini Album「バンソーコ」全国発売
- 全国30都道府県ライブツアー
- 全国旅ドキュメント映画「ユメのナマエ」上映
- 2006年安全地帯 武沢豊氏プロデュース「ココロノココニ」発売
- 2009年1st Single「一緒だ」全国デビュー（PV有り・カラオケ配信）
- USENインディーズチャート 11位
- 2nd Single「僕らの3年後Dream」発売（PV有り・カラオケ配信）
- 3rd Single「ウチに来ないか」発売（PV有り・カラオケ配信）